# Blaškovec
Blaškovec är en ort i Kroatien.   Den ligger i länet Zagreb, i den nordöstra delen av landet, 18 km nordost om huvudstaden Zagreb. Blaškovec ligger 179 meter över havet och antalet invånare är 602.
Terrängen runt Blaškovec är platt åt sydost, men åt nordväst är den kuperad. Runt Blaškovec är det ganska tätbefolkat, med 67 invånare per kvadratkilometer. Närmaste större samhälle är Zagreb - Centar, 18,6 km sydväst om Blaškovec. Omgivningarna runt Blaškovec är en mosaik av jordbruksmark och naturlig växtlighet.